# Planslipmaskin

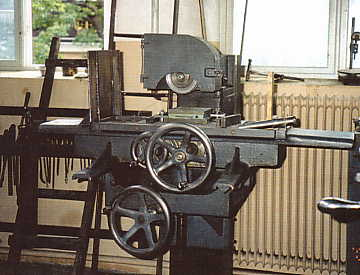
Handdriven planslipmaskin av äldre modell. Den stora ratten till höger är till den fram- och återgående rörelsen, den lilla till vänster sköter tvärmatningen och den nedre stora ratten är till höjdinställningen.

En planslipmaskin är en maskin som används för att slipa detaljer plana. 
Den kan vara en liten handhållen maskin med oscillerande slipplatta och slippapper. Den kan också vara en stationär maskin som används för att slipa metallplattor med mycket stor noggrannhet. Här följer en beskrivning av den senare typen.
Maskinens storlek kan variera från små handdrivna maskiner med en arbetsyta på 300 x 150 mm, till hydrauliska jättar med bord som är flera meter långa. De kan fungera på följande sätt:
Ett fram- och återgående maskinbord sidomatas vid varje eller vartannat slag, så att detaljen som ska slipas passerar i sin helhet, under periferin på en slipskiva, som sitter med sin axel monterad vågrätt ovanför bordet. Denna går att höja och sänka, med stor noggrannhet. Skalan brukar vara graderad i 100-dels mm.
Själva maskinbordet brukar vara elektro- eller permanentmagnetiskt, med bortkopplingsbar magnetism, eftersom det oftast är planparallella detaljer av stål som slipas. I de fall man slipar icke-parallella eller omagnetiska ytor, kan uppspänning ske i skruvstycke eller särskilda fixturer. Avverkningen är ganska blygsam, nedmatningen per "skär" är mellan 0,01 och 0,05 mm. Denna är beroende av skivans uppbyggnad, förslitningsgrad och hur den är riven. Normalt används en vattenbaserad skärvätska, i ganska låg koncentration, för att kyla och smörja vid slipningen.
Efter hand som slipskivan används, slits de skarpa kornen i ytan ner och blir trubbiga, skivan kan även sättas igen och skärförmågan avtar. Till slut kan den bränna materialet. Man måste då riva den. Detta görs med en diamant i en hållare. Denna förs fram och åter över skivan, man "svarvar" alltså av litet grand av skivans periferi, så att nya skarpa slipkorn kommer fram. Hastigheten med vilken diamanten förs är avgörande för om skivan blir grov eller fin. En fint riven skiva ger en mycket hög ytfinhet på den yta som slipas, men kan kanske bara matas ned en hundradels mm i taget, för att inte bränna ytan.